# Dolichiscus purpureus
Dolichiscus purpureus är en kräftdjursart som först beskrevs av Frank Evers Beddard 1886.  Dolichiscus purpureus ingår i släktet Dolichiscus och familjen Austrarcturellidae. Inga underarter finns listade i Catalogue of Life.